# Aeropuerto de Zweibrücken
El Aeropuerto de Zweibrücken (IATA: ZQW, OACI: EDRZ), o Flughafen Zweibrücken en alemán, es un aeropuerto en Zweibrücken, Alemania.
En 2009, 338.219 pasajeros utilizaron el aeropuerto.